# Dan (grad)
DAN
Danul este gradul care arată experiența unui practicant de centură neagră în arte marțiale.
Majoritatea profesorilor sau practicanților de arte marțiale, au de dat un examen pentru a primi danii, au de așteptat și învățat în continuare atâția ani, cât trebuie să îi/îl stăpânească.
DE EXEMPLU:
Trebuie să primești 3 dani, mai ai de învățat încă 3 ani în karate. Trebuie să primești 4 dani, mai ai de învățat încă 4 ani.
Dacă ar fi sa facem un calcul, pentru a primi 10 dani, ai de practicat 55 de ani de la centura neagră, plus ceilalți ani de experiență, înainte de a primi centura neagră.